# Часовникова, Евгения Львовна
Евгения Львовна Часовникова (15 мая 1981, Саратов, Россия) — российская шахматистка, гроссмейстер (2009) среди женщин. Чемпионка мира среди девочек до 12 лет (1993). Бронзовый призёр чемпионата Европы среди девушек до 16 лет (1997). Серебряный призёр чемпионата России среди девушек до 20 лет (2000).
Международный гроссмейстер среди женщин.
Участница чемпионатов Европы (2003, 2004, 2009 гг.).

## Общественная и политическая деятельность
Участница объединённого демократического движения «Солидарность» (с 2009 года). Член партии Республиканская партия России — Партия народной свободы (с 2012 года). Участница акций Стратегия-31 в защиту свободы собраний. Участница проекта «Гражданин наблюдатель» по наблюдению за российскими выборами в 2011—2012 годах. Кандидат в депутаты на муниципальных выборах в районе Куркино г. Москвы 4 марта 2012 года.